# PowWow
PowWow è stato un programma di messaggistica istantanea e chat su Internet per Microsoft Windows, prodotto dalla società Tribal Voice, Inc. tra il 1995 e il 2000. La sua prima versione, la 0.10, venne pubblicata il 25 ottobre 1995, mentre l'ultima, la 4.2.3, venne resa disponibile nel dicembre 2000.

## Caratteristiche
Molte delle funzionalità presenti nei programmi di messaggistica istantanea contemporanei sono state introdotte per la prima volta in PowWow. Il programma aveva anche diverse funzionalità innovative, tra cui le conversazioni vocali tra utenti tramite VoIP, una lavagna condivisa, un sintetizzatore vocale integrato, la riproduzione di file audio in formato WAV, la trasmissione offline di messaggi istantanei tramite POP/SMTP e la possibilità per gli utenti di condividere la propria esperienza di navigazione sul Web contemporaneamente reindirizzando una delle parti ad un nuovo URL quando un'altra naviga altrove. Inoltre aveva anche il trasferimento di file integrato con una semplice interfaccia Drag and drop per rendere molto semplice la condivisione dei file.

## Storia
L'azienda creatice di PowWow, Tribal Voice, venne fondata a Woodland Park, in Colorado, nel dicembre 1994 da John McAfee, fondatore dell'omonima azienda informatica, da cui si era dimesso cedendo tutte le sue quote societarie; successivamente la sede generale di Tribal Voice venne trasferita a Scotts Valley, in California.
Verso la fine degli anni '90, al fine di aumentare la propria quota di mercato, Tribal Voice iniziò a fornire di serie PowWow per altre realtà informatiche di alto profilo, tra cui gli ISP WorldNet (di AT&T) e Freeserve e il motore di ricerca AltaVista.
PowWow è stato uno dei primi programmi di messaggistica istantanea a fornire l'interoperabilità tra più client, essendo compatibile sia con AOL Instant Messenger che con MSN Messenger. In seguito AOL fece causa a Tribal Voice per l'uso del termine buddy list ("lista di amici") e fece ripetuti sforzi per bloccare l'interoperabilità tra il loro client di messaggistica istantanea e quello di Tribal Voice, così come quelli di altre società.
Nel 1998 John McAfee ingaggiò Joseph Esposito, ex presidente e CEO di Encyclopædia Britannica, per dirigere Tribal Voice. Nel 1999 Tribal Voice venne acquisita dall'incubatore dot-com CMGI, che trasferì il centro di sviluppo dell'azienda da Woodland Park a Colorado Springs e chiuse l'ufficio di Scotts Valley. Nel 2000 CMGI inglobò Tribal Voice in CMGIon, una sua divisione fondata con l'aiuto di Sun Microsystems e Novell. Nel gennaio 2001 CMGIon chiuse il suo ufficio di Colorado Springs, interrompendo definitivamenti i servizi di Tribal Voice, compreso PowWow.